# Cyrtocamenta holdhausi
Cyrtocamenta holdhausi är en skalbaggsart som beskrevs av Moser 1914. Cyrtocamenta holdhausi ingår i släktet Cyrtocamenta och familjen Melolonthidae. Inga underarter finns listade i Catalogue of Life.